# Heike Jehnichen
Heike Jehnichen (* 10. August 1954 in Eisenach) ist eine deutsche Politikerin (PDS). Sie war von 1994 bis 1998 Mitglied im Landtag Sachsen-Anhalt.

## Ausbildung und Leben
Heike Jehnichen studierte nach dem Abitur Journalistik an der Karl-Marx-Universität Leipzig und Politikwissenschaften. Nach einem Volontariat war sie Redakteurin an der Norddeutschen Zeitung Schwerin (LDPD). Sie beendete das Studium mit einer Exmatrikulation in der Diplomphase wegen eines Ausreisewunsches nach Lateinamerika. Nach Sprachprüfungen an der Universität Leipzig war sie Sprachmittlerin und Betreuerin für kubanische Werktätige im Getriebewerk Leipzig und im Chemiekombinat Böhlen. Später arbeitete sie als Wissenschaftliche Mitarbeiterin der Leningedenkstätte Leipzig. Sie absolvierte ein Fernstudium Politikwissenschaften/Soziologie an der Leipziger Universität. Sie war Wissenschaftliche Mitarbeiterin bei der PDS-Fraktion.
Heike Jehnichen ist konfessionslos, verheiratet und hat ein Kind.

## Politik
Heike Jehnichen war seit 1974 Mitglied der LDPD und trat 1989 in die SED-PDS ein. Sie war Mitglied der AG Cuba Sí der PDS und Mitglied des Sprecherrates der AG Senioren bei der PDS. Bei der Landtagswahl in Sachsen-Anhalt 1994 wurde sie über die Landesliste in den Landtag gewählt. Im Landtag war sie Mitglied im Ausschuss für Arbeit, Gesundheit und Soziales und im Ausschuss für Kultur und Medien.